# 사랑의 종합병원
사랑의 종합병원은 1993년 공개된 대한민국의 영화이다.
줄거리
303호 6인 병실, 당뇨병, 신장염, 골정상, 비염, 폐질환 등의 환자가 모여 있는 이 곳 실장 민우는 병원과는 어울리지 않는 밝은 모습이지만 치유가 불가능한 상태이다. 이 6명은 서로 싸움을 벌이다가도 굉장한 팀웍을 발휘한다. 한편 병원에 새로 들어온 신참 간호사 주희(이혜진)와 민우(이경영)의 사랑은 이 6인 병실에 새로운 활력소가 되고 사람들은 민우를 돕기 위해 음모를 세운다. 이들과 간호사의 실갱이가 벌어지는 가운데 303호에 새로운 환자 선주(조용원)가 입원한다. 죽음의 공포를 이기지 못해 발악하는 그녀를 보면서 역시 삶을 단축시키고 싶어하던 민우는 공감의 정을 느낀다. 선주의 등장으로 쓸쓸해진 주희와 이를 알면서도 해명하지 않는 민우 사이의 갈등이 깊어진다.

## 배역
- 이경영 : 박민우 역
- 이혜진 : 한주희 역
- 조용원 : 정선주 역
- 트위스트 김 : 글로리아 역
- 양택조 : 천만배 역
- 정선우 : 민정임 역
- 이기열 : 서태일 역
- 조선묵 : 홍준석 역